# Jacinta Furriol
Jacinta Furriol González (Montevideo, 6 de agosto de 1806) fue una compositora musical uruguaya considerada la primera compositora del país e integrante de la segunda generación de músicos uruguayos.

## Biografía
Sus padres fueron Miguel Furriol y María Magdalena González. La primera obra mencionada es «Contradanza de los militares y empleados», que se dio a conocer en 1833 en el marco del tercer aniversario de la Jura de la Constitución. La partitura, hasta la fecha, está extraviada. 
En 1980 se dio a conocer una obra editada en 1859 que habría permanecido extraviada hasta esa fecha, dada su no mención en publicación alguna: la mazurca «La Independencia». Dicha mazurca consta de una introducción de diez compases en Si Mayor, luego en 3/4 expone la mazurca propiamente dicha y sobre el final presenta una breve coda.
Sus composiciones «se ajustan al estilo canónico del romanticismo europeo del siglo XIX».